# Rosental-Straße
Die Rosental-Straße (B 85) ist eine Landesstraße in Österreich. Sie hat eine Länge von 69,7 km und verläuft am Nordrand der Karawanken. Beginnend am unteren Ende des Gailtales führt sie zunächst am Faaker See vorbei ins Rosental. Am Feistritzer Stausee und Ferlacher Stausee entlang folgt sie dem Flusslauf der Drau, bevor sie schließlich ins Vellachtal abzweigt und an der  Seeberg Straße (B 82) endet. Begleitet wird die Rosental-Straße zunächst von der Karawankenbahn, später bis Ferlach von der gleichnamigen Rosentalbahn.

## Geschichte
Der westliche Streckenabschnitt der heutigen Bundesstraße, der an der Loibler Reichsstraße endete, gehörte seit dem 1. Jänner 1872 als Rosenthaler Straße zum Netz der Kärntner Landesstraßen.
Der weiterführende Streckenabschnitt zwischen Kirschentheuer und Wildenstein wurde als Freibacher Straße bezeichnet und gehörte seit dem 1. Jänner 1872 ebenfalls zum Netz der Kärntner Landesstraßen.
Der Streckenabschnitt östlich von Wildenstein war Bestandteil der Grafenstein-Kappler Straße, die ebenfalls zum Netz der Kärntner Landesstraßen gehörte.
Nach dem Anschluss Österreichs wurden diese Straßen im Zuge der Vereinheitlichung des Straßensystems am 1. April 1940 in eine Landstraße I. Ordnung umgewandelt und als L.I.O. 10 bezeichnet.
Die Rosental-Straße gehörte seit dem 1. Jänner 1951 zum Netz der Bundesstraßen in Österreich.